# Paravachonium delanoi
Espèce
Paravachonium delanoi est une espèce de pseudoscorpions de la famille des Bochicidae.

## Distribution
Cette espèce est endémique du Tamaulipas au Mexique. Elle se rencontre à Villa Hidalgo dans la grotte Sumidero de Oyamel.

## Description
Le mâle holotype mesure 4,32 mm.

## Étymologie
Cette espèce est nommée en l'honneur de John Delano.

## Publication originale
- Muchmore, 1982 : Some new species of pseudoscorpions from caves in Mexico (Arachnida, Pseudoscorpionida). Bulletin of the Texas Memorial Museum, vol. 28, p. 63-78.